# 뉴욕주 보수당

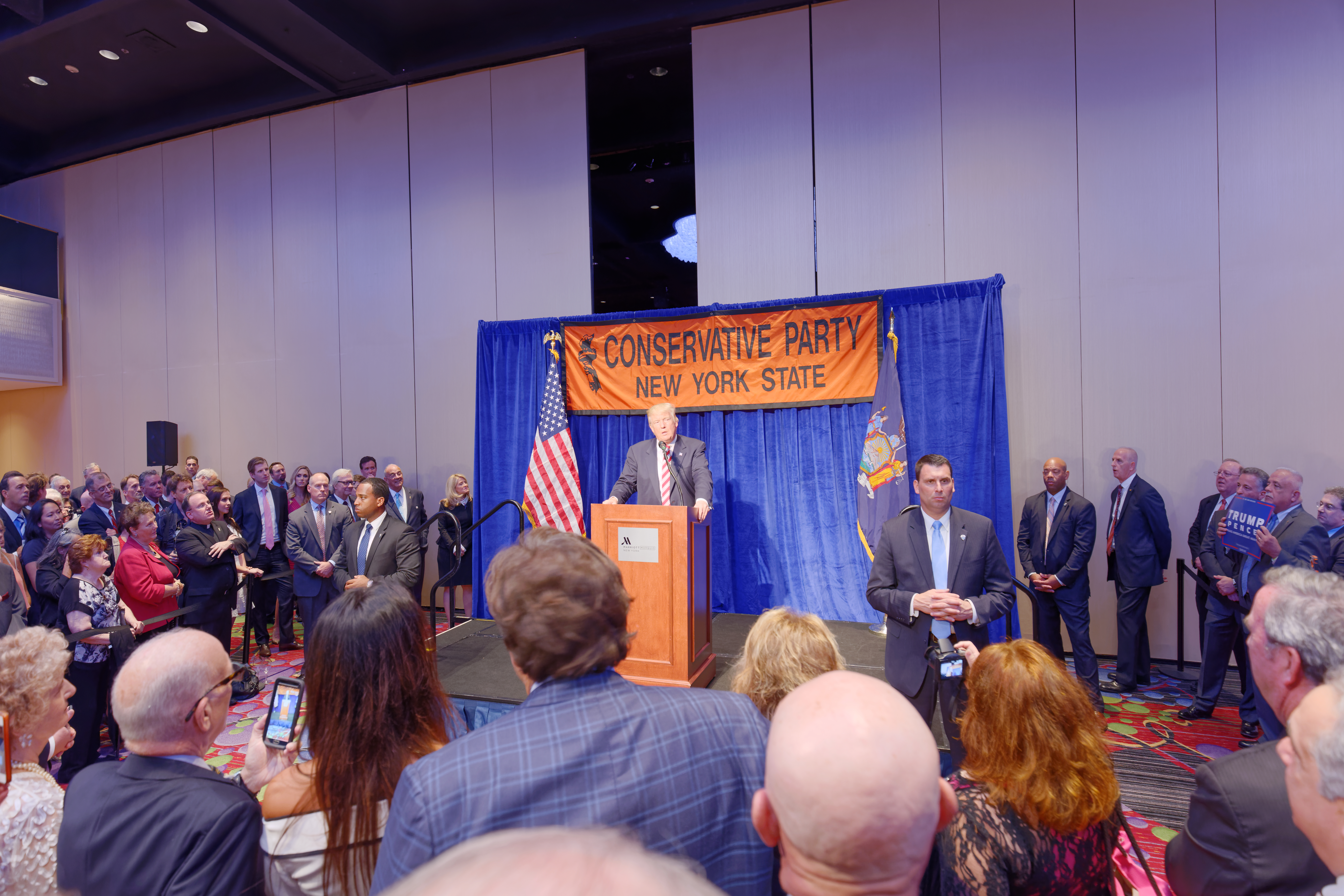

뉴욕주 보수당(Conservative Party of New York State)은 미국 뉴욕주의 지역주의, 보수주의 우파 정당이다.